# Sobradillo
Sobradillo är en kommun i Spanien.   Den ligger i provinsen Provincia de Salamanca och regionen Kastilien och Leon, i den västra delen av landet, 270 km väster om huvudstaden Madrid. Antalet invånare är 266. Arean är 53 kvadratkilometer.
Terrängen i Sobradillo är kuperad västerut, men österut är den platt.